# Las Palmitas (Catamarca)
Las Palmitas es una localidad del municipio Icaño, Departamento La Paz, provincia de Catamarca (Argentina).

## Geografía

### Área en litigio

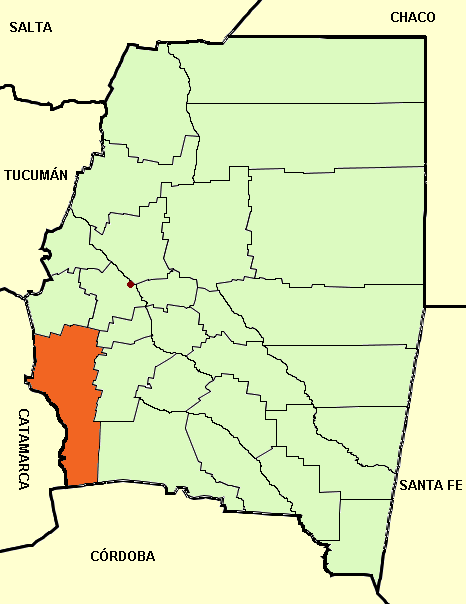
Mapa del Departamento Choya según Santiago del Estero.

Las provincias de Catamarca y de Santiago del Estero mantienen un diferendo limítrofe en la zona de esta localidad, la cual de acuerdo a la llamada Ley Nacional N° 22742 promulgada por el gobierno de facto cívico-militar el 14 de febrero de 1983 y que define completamente el límite entre ambas, debería formar parte de Santiago del Estero en el Departamento Choya, pero tiene estafeta postal, oficina de registro civil, destacamento policial, posta sanitaria y escuelas que dependen de la Provincia de Catamarca que reclama ese territorio como propio.
La Constitución de Catamarca desconoce expresamente el Decreto-Ley N° 22742:

Art. 293: La Provincia de Catamarca ejerce su potestad jurisdiccional sobre la totalidad del territorio que le pertenece por sus títulos históricos, la Constitución Nacional y las normas de provincialización del Territorio Nacional de los Andes. Desconoce expresamente la virtualidad jurídica de la regla estatal de facto Nº 22.472.

La Constitución de Santiago del Estero la reconoce expresamente en la cláusula transitoria cuarta.

Ratifícanse los límites de la Provincia de Santiago del Estero con la Provincia de Córdoba, Catamarca, Tucumán y Salta, fijados por las Leyes Nacionales Nros. 22.789/83, 22.742/83, 22.310/80 y 22.347/80, respectivamente.

### Población
Cuenta con 160 habitantes (Indec, 2001), lo que representa un descenso del 14% frente a los 186 habitantes (Indec, 1991) del censo anterior.

### Sismicidad
La sismicidad de la región de Catamarca es frecuente y de intensidad baja, y un silencio sísmico de terremotos medios a graves cada 30 años en áreas aleatorias. Sus últimas expresiones se produjeron:
- 21 de marzo de 1892 (132 años), a las 1.45 UTC-3 con 6,0 Richter; como en toda localidad sísmica, aún con un silencio sísmico corto, se olvida la historia de otros movimientos sísmicos regionales (terremoto de Recreo de 1892)
- 21 de octubre de 1966 (58 años), a las 12.39 UTC-3 con 5,0 Richter
- 3 de noviembre de 1973 (51 años), a las 14.17 UTC-3 con 5,8 Richter: además de la gravedad física del fenómeno se unió el olvido de la población a estos eventos recurrentes
- 7 de septiembre de 2004 (20 años), a las 8.53 UTC-3, con una magnitud aproximadamente de 6,5 en la escala de Richter (terremoto de Catamarca de 2004)[2]